# Drymeia ganziensis
Drymeia ganziensis är en tvåvingeart som beskrevs av Fan 1993. Drymeia ganziensis ingår i släktet Drymeia och familjen husflugor.
Artens utbredningsområde är Sichuan (Kina). Inga underarter finns listade i Catalogue of Life.